# Mirueña de los Infanzones
Mirueña de los Infanzones ist ein Ort und eine zentralspanische Gemeinde (municipio) mit 95 Einwohnern (Stand: 2024) in der Provinz Ávila in der Autonomen Region Kastilien-León. 

## Lage
Mirueña de los Infanzones befindet sich in den nördlichen Ausläufern der Sierra de Gredos etwa 44 Kilometer westnordwestlich von Ávila in einer Höhe von 1110 m. Das Klima im Winter ist kühl, im Sommer dagegen trotz der Höhenlage durchaus warm; der Regen (ca. 570 mm/Jahr) fällt – mit Ausnahme der nahezu regenlosen Sommermonate – verteilt übers ganze Jahr.

## Bevölkerungsentwicklung
| Jahr      | 1970 | 1981 | 1991 | 2001 | 2011 | 2021 |
| Einwohner | 597  | 333  | 275  | 169  | 125  | 84   |

## Sehenswürdigkeiten

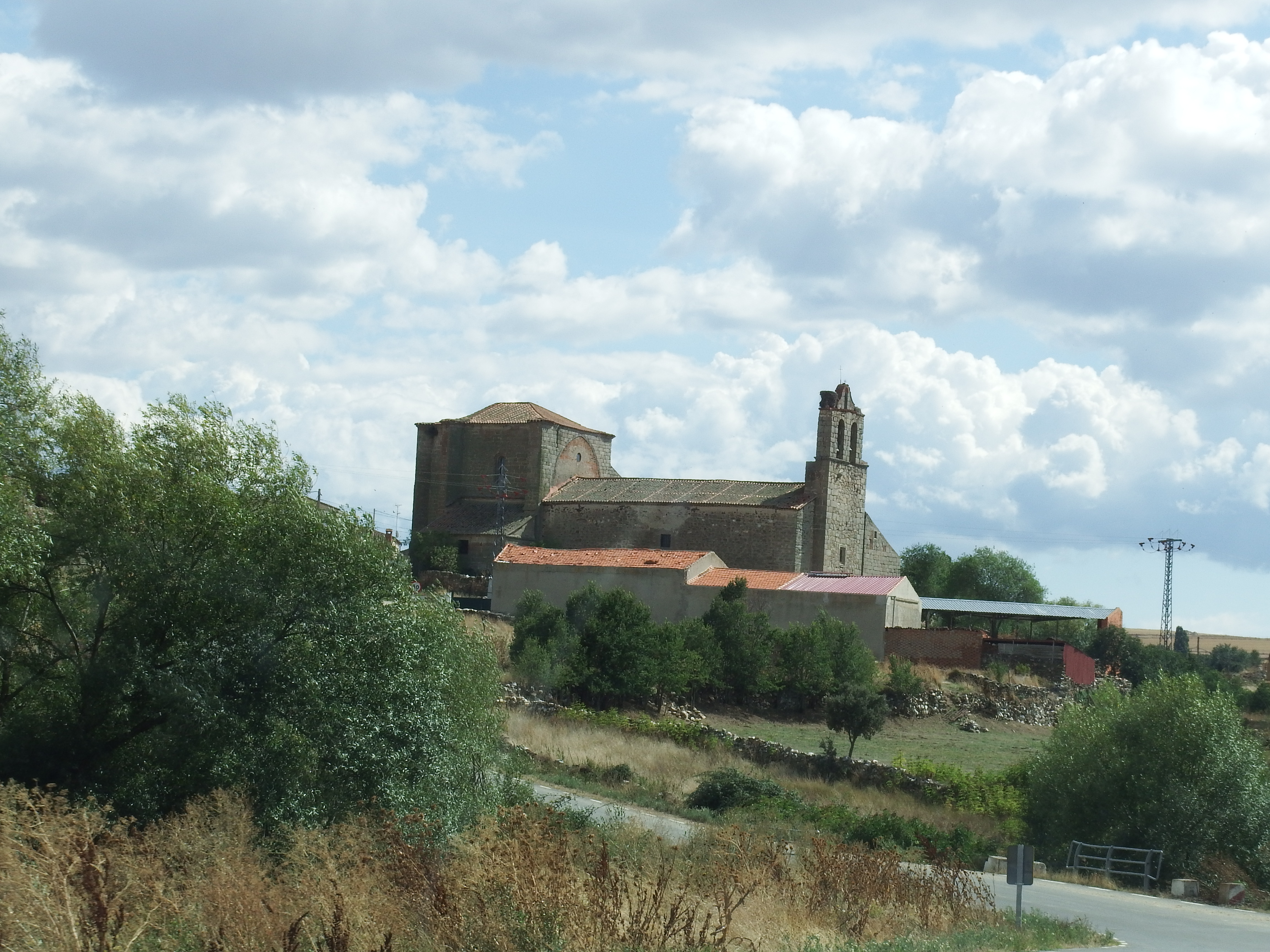
Kirche Mariä Himmelfahrt
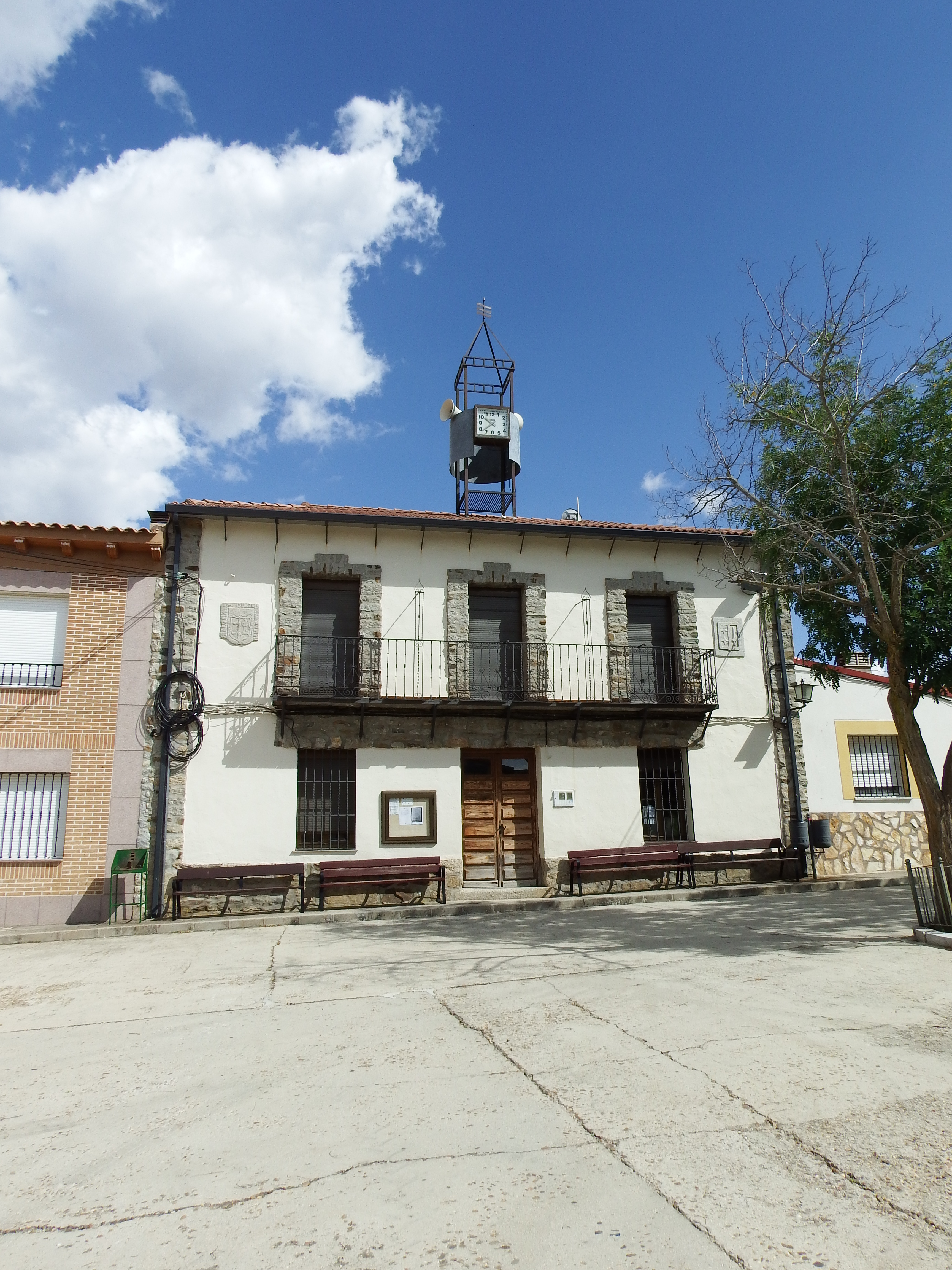
Rathaus

- Kirche Mariä Himmelfahrt
- Rathaus